# Даунс, Энтони
Энтони Даунс (англ. Anthony Downs; 21 ноября 1930 — 2 октября 2021) — американский экономист и политолог. Бакалавр колледжа Карлтон (Нортфилд, шт. Миннесота); доктор философии Стэнфордского университета.
Преподавал в Чикагском университете. С 1997 года Даунс — научный сотрудник Брукингского института.
Занимался проблемами автомобильных пробок, см. парадокс Даунса-Томсона.

## Основные произведения
- «Экономическая теория демократии» (An Economic Theory of Democracy, 1957);
- «Внутри бюрократии» (Inside Bureaucracy, 1967);
- «Городские проблемы и перспективы» (Urban Problems and Prospects, 1970).
- «Избранные эссе Э. Даунса» в 2-х тт. (The Selected Essays of Anthony Downs, 1998).